# Harry Cording
Harry Cording (26 aprile 1891 – 1º settembre 1954) è stato un attore britannico che apparve in molti film di Hollywood dal 1920 al 1950.

## Filmografia  parziale
- The Knockout, regia di Lambert Hillyer (1925)
- Black Jack, regia di Orville O. Dull (1927)
- Turkish Delight, regia di Paul Sloane (1927)
- Daredevil's Reward, regia di Eugene Forde (1928)
- Crepuscolo di gloria (The Last Command), regia di Josef von Sternberg (1928)
- Tastatemi il polso (Feel My Pulse), regia di Gregory La Cava (1928)
- Lo zar folle (The Patriot), regia di Ernst Lubitsch (1928)
- The Squall regia di Alexander Korda (1929)
- Nel Mar dei Sargassi (The Isle of Lost Ships), regia di Irvin Willat (1929)
- La fanciulla di Saint Cloud (Captain of the Guard), regia di John S. Robertson e Pál Fejös (1930)
- Le rose della castellana (Bride of the Regiment), regia di John Francis Dillon (1930)
- Il bel contrabbandiere (Women Everywhere), regia di Alexander Korda (1930)
- La traccia bianca (Rough Romance), regia di A.F. Erickson (1930)
- Passione cosacca (New Moon), regia di Jack Conway (1930)
- The Right of Way, regia di Frank Lloyd (1931)
- Orda conquistatrice (The Conquering Horde), regia di Edward Sloman (1931)
- I Like Your Nerve, regia di William C. McGann (1931)
- L'artiglio rosa (Honor of the Family), regia di Lloyd Bacon (1931)
- Over the Hill, regia di Henry King (1931)
- The Face on the Barroom Floor, regia di Bertram Bracken (1932)
- The Black Cat, regia di Edgar G. Ulmer (1934)
- Il forzato (Great Expections), regia di Stuart Walker (1934)
- I diavoli rossi (Daniel Boone), regia di David Howard (1936)
- Il principe e il povero (The Prince and the Pauper), regia di William Keighley (1937)
- La leggenda di Robin Hood (The Adventures of Robin Hood), regia di Michael Curtiz, William Keighley (1938)
- La valle dei giganti (Valley of the Giants), regia di William Keighley (1938)
- Morire all'alba (Each Dawn I Die), regia di William Keighley (1939)
- Le avventure di Huckleberry Finn (The Adventures of Huckleberry Finn), regia di Richard Thorpe (1939)
- Lo sparviero del mare (The Sea Hawk), regia di Michael Curtiz (1940)
- La vendetta dei Dalton (When the Daltons Rode), regia di George Marshall (1940)
- Stage to Chino, regia di Edward Killy (1940)
- La valle dei forti (Trail of the Vigilantes), regia di Allan Dwan (1940)
- The Great Plane Robbery, regia di Lewis D. Collins (1940)
- I pascoli dell'odio (Santa Fe Trail), regia di Michael Curtiz (1940)
- Le mille e una notte (Arabian Nights), regia di John Rawlins (1942)
- Alì Babà e i quaranta ladroni (Ali Baba and the Forty Thieves), regia di Arthur Lubin (1944)
- La carovana dei ribelli (Gypsy Wildcat), regia di Roy William Neill (1944)
- La signora Parkington (Mrs. Parkington), regia di Tay Garnett (1944)
- Sherlock Holmes e la perla della morte (The Pearl of Death), regia di Roy William Neill (1944)
- Sherlock Holmes e la casa del terrore (The House of Fear), regia di Roy William Neill (1945)
- La schiava del Sudan (Sudan), regia di John Rawlins (1945)
- Il mistero del carillon (Dressed to Kill), regia di Roy William Neill (1946)
- Rinnegata (Renegade Girl), regia di William Berke (1946)
- Fool's Gold, regia di George Archainbaud (1946)
- Il sorriso della Gioconda (A Woman's Vengeance), regia di Zoltán Korda (1948)
- La signora in ermellino (That Lady in Ermine), regia di Ernst Lubitsch e (non accreditato) Otto Preminger (1948)
- Soldato di ventura (The Fighting O'Flynn), regia di Arthur Pierson (1949)
- Le avventure di Capitan Blood (Fortunes of Captain Blood), regia di Gordon Douglas (1950)
- L'ultimo dei bucanieri (Last of the Buccaneers), regia di Lew Landers (1950)
- I quattro cavalieri dell'Oklahoma (Al Jennings of Oklahoma), regia di Ray Nazarro (1951)
- Rotaie insanguinate (Santa Fe), regia di Irving Pichel (1951)
- La maschera del vendicatore (Mask of the Avenger), regia di Phil Karlson (1951)
- Il tesoro dei Sequoia (The Big Trees), regia di Felix E. Feist (1952)
- Sul sentiero di guerra (Brave Warrior), regia di Spencer Gordon Bennet (1952)
- Contro tutte le bandiere (Against All Flags), regia di George Sherman (1952)
- La mano nell'ombra (Man in the Attic), regia di Hugo Fregonese (1953)
- L'orma del leopardo (Killer Leopard), regia di Ford Beebe (1954)

## Doppiatori italiani
- Sergio Fiorentini in Sherlock Holmes e la casa del terrore, Sherlock Holmes e la perla della morte
- Olinto Cristina in Contro tutte le bandiere